# یولاندا ده روفر
یولاندا ده روفر (به انگلیسی: Jolanda de Rover) (زادهٔ ۱۰ اکتبر ۱۹۶۳) شناگر اهل هلند است.